# Petr Kulhánek
Petr Kulhánek (ur. 14 kwietnia 1971 w Karlowych Warach) – czeski polityk i samorządowiec, w latach 2010–2018 burmistrz Karlowych Warów, w latach 2020–2024 hetman kraju karlowarskiego, od 2024 minister rozwoju regionalnego.

## Życiorys
Absolwent Wyższej Szkoły Ekonomicznej w Pradze ze specjalizacją w zakresie zarządzania przedsiębiorstwem. Prowadził własną działalność gospodarczą, obejmował również stanowiska menedżerskie. Kierował działem logistyki w czeskim oddziale przedsiębiorstwa Makro Cash & Carry. W latach 2000–2013 był dyrektorem wydawnictwa dziennikarskiego Promenáda. Od 2005 do 2010 zajmował stanowisko sekretarza Międzynarodowej Federacji Dziennikarzy i Pisarzy Turystycznych (FIJET). W późniejszych latach był zatrudniony w firmie konsultingowej.
W 2006 należał do współzałożycieli KOA, regionalnego ruchu politycznego. W wyborach lokalnych w tym samym roku uzyskał mandat radnego Karlowych Warów, został członkiem komisji finansów. Do rady miejskiej był wybierany również w kolejnych wyborach w 2010, 2014, 2018 i 2022. 12 listopada 2010 został burmistrzem Karlowych Warów. W listopadzie 2014 objął ten urząd na kolejną kadencję, sprawując go do listopada 2018. Podjął w międzyczasie współpracę ze skupiającym samorządowców ugrupowaniem Burmistrzowie i Niezależni, m.in. jako rekomendowany przez nie kandydat do Izby Poselskiej.
W 2012 po raz pierwszy uzyskał mandat radnego kraju karlowarskiego; z powodzeniem ubiegał się o reelekcję w wyborach regionalnych w 2016, 2020 i 2024. W grudniu 2020 wybrano go na urząd hetmana kraju karlowarskiego.
W październiku 2024 objął urząd ministra rozwoju regionalnego w rządzie Petra Fiali.